# Le Clown et ses chiens
Le Clown et ses chiens (česky Klaun a jeho psi) byl francouzský animovaný film z roku 1892. Režisérem byl Émile Reynaud (1844–1918). Film byl vytvořen již v roce 1890, ale premiéru měl až 28. října 1892. Film je považován za ztracený.

## Děj
Film zachycoval klauna, jak vstoupí na cirkusové jeviště a uvítá publikum. Následně předvádí triky se třemi psy. Psi skákají přes obruče a překážky a chodí po míči.